# Troïtski (Rostov)
|  | Per a altres significats, vegeu «Troïtski». |

Troïtski (en rus: Троицкий) és un poble (un khútor) de l'óblast de Rostov, a Rússia, segons el cens del 2010 tenia 6 habitants, pertany al municipi de Kàmennaia Balka.